# Tom Iredale
Tom Iredale (* 24. März 1880 in Stainburn, Cumberland (England); † 12. April 1972 in Harbord, Australien) war ein britisch-australischer Ornithologe und Malakologe.

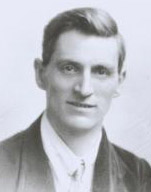
Tom Iredale

Iredale war als Zoologe Autodidakt, war aber schon als Jugendlicher begeisterter Ornithologe (und Eiersammler). Er absolvierte in England eine Apothekerlehre und reiste 1901 nach Neuseeland, um seine Tuberkulose zu kurieren. In Neuseeland war er Firmenangestellter bei Henry Berry & Co. in Christchurch und heiratete 1906. Auf den Kermadec Islands, auf denen er 1908 elf Monate mit vier anderen lebte, beobachtete er  Vögel und sammelte Muscheln und Schnecken. 1909 kehrte er über Australien nach England zurück, wo er freier Mitarbeiter im Natural History Museum war und am Buch Birds of Australia (12 Bände, London 1910 bis 1927) von Gregory Mathews (1876–1949) mitwirkte. Vieles was Mathews veröffentlichte, stammte in Wirklichkeit von Iredale, zusammen veröffentlichten sie nur 1921 den ersten und einzigen Band des Manuals of the Birds of Australia. Er wurde von wohlhabenden Naturalisten wie Charles Rothschild (1877–1923) unterstützt, einem Entomologen, den er zum Sammeln von Vögel-Flöhen nach Ungarn begleitete. 1923 heiratete er Lillian Marguerite Medland (1880–1955), die auch Illustrationen von Vögeln zu seinen Publikationen und denen anderer Autoren beisteuerte. 1923 kehrte er nach Australien zurück, wo er Positionen in der Royal Australasian Ornithologists Union (RAOU) hatte und ab 1924 Conchologe und Kurator am Australian Museum in Sydney wurde, deren Molluskensammlung er stark erweiterte. 1944 ging er dort in den Ruhestand, blieb aber ehrenamtlicher Mitarbeiter.
Er veröffentlichte zahlreiche Aufsätze, teilweise unter Pseudonym (wie Garrio). Als Zoologe war er umstritten, da er sich nie korrigierte.
Von ihm stammen zahlreiche Erstbeschreibungen australischer Schnecken (siehe zum Beispiel Camaenidae) und viele Taxa sind nach ihm benannt.
Ab 1931 war er Fellow der Royal Zoological Society of New South Wales, deren Präsident er 1937/38 war. 1959 erhielt er die Clarke Medal der Royal Society of New South Wales.

## Schriften
- mit Gregory Mathews: A manual of the birds of Australia, Band 1, Whitherby, 1921 (Orders Casuarii to Columbae, Illustrationen von Lilian Medland)
- mit A. F. Basset Hull: Monograph of the Australian loricates, Band 1, 1923
- Birds of Paradise and Bower Birds, Melbourne, 1950
- Birds of New Guinea, 2 Bände, Melbourne, 1956